# Podocarpus laetus
Podocarpus laetus is een conifeer uit de familie Podocarpaceae. De soort staat op de Rode Lijst van de IUCN geklasseerd als 'niet bedreigd'.

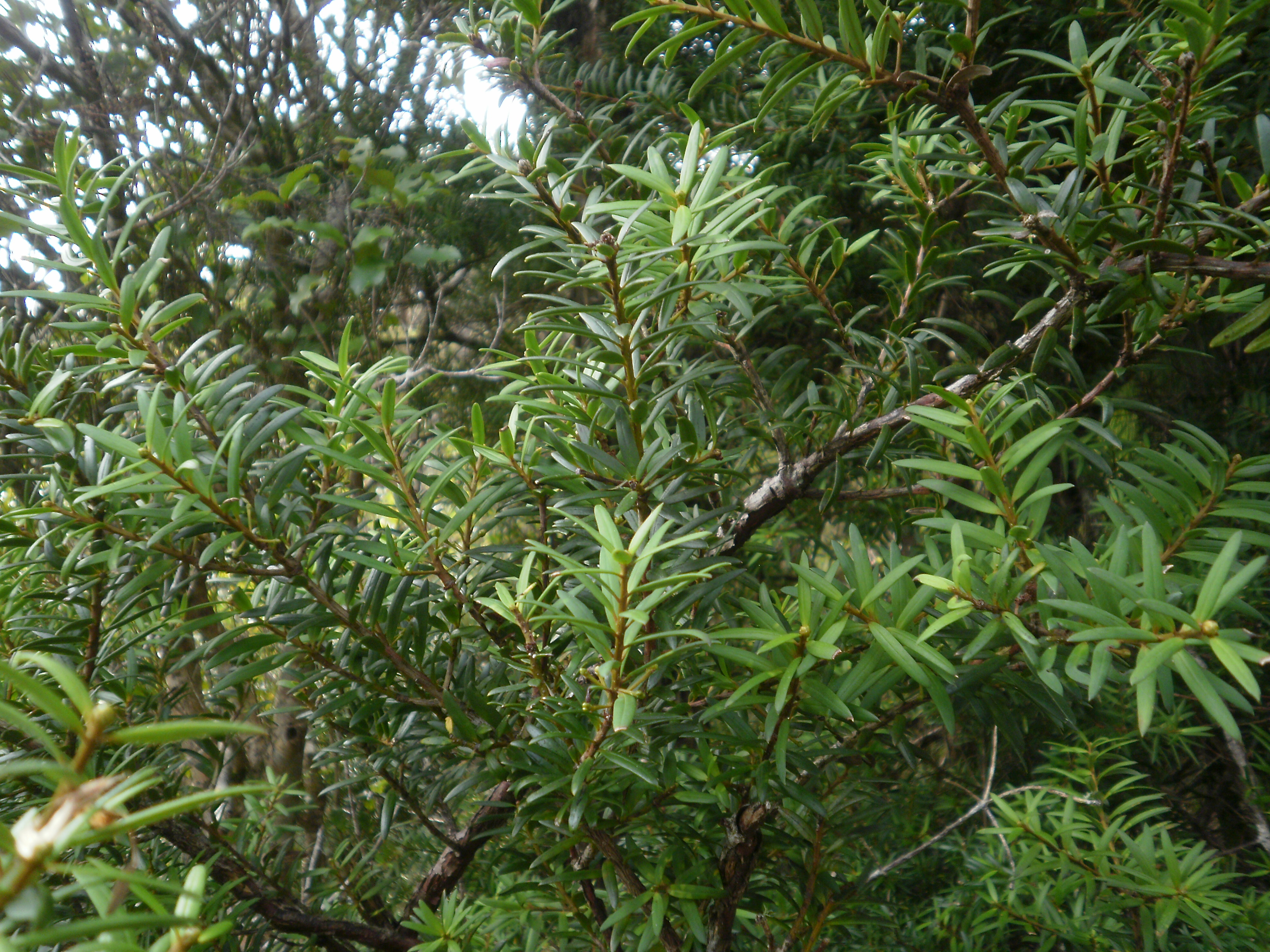
Loof

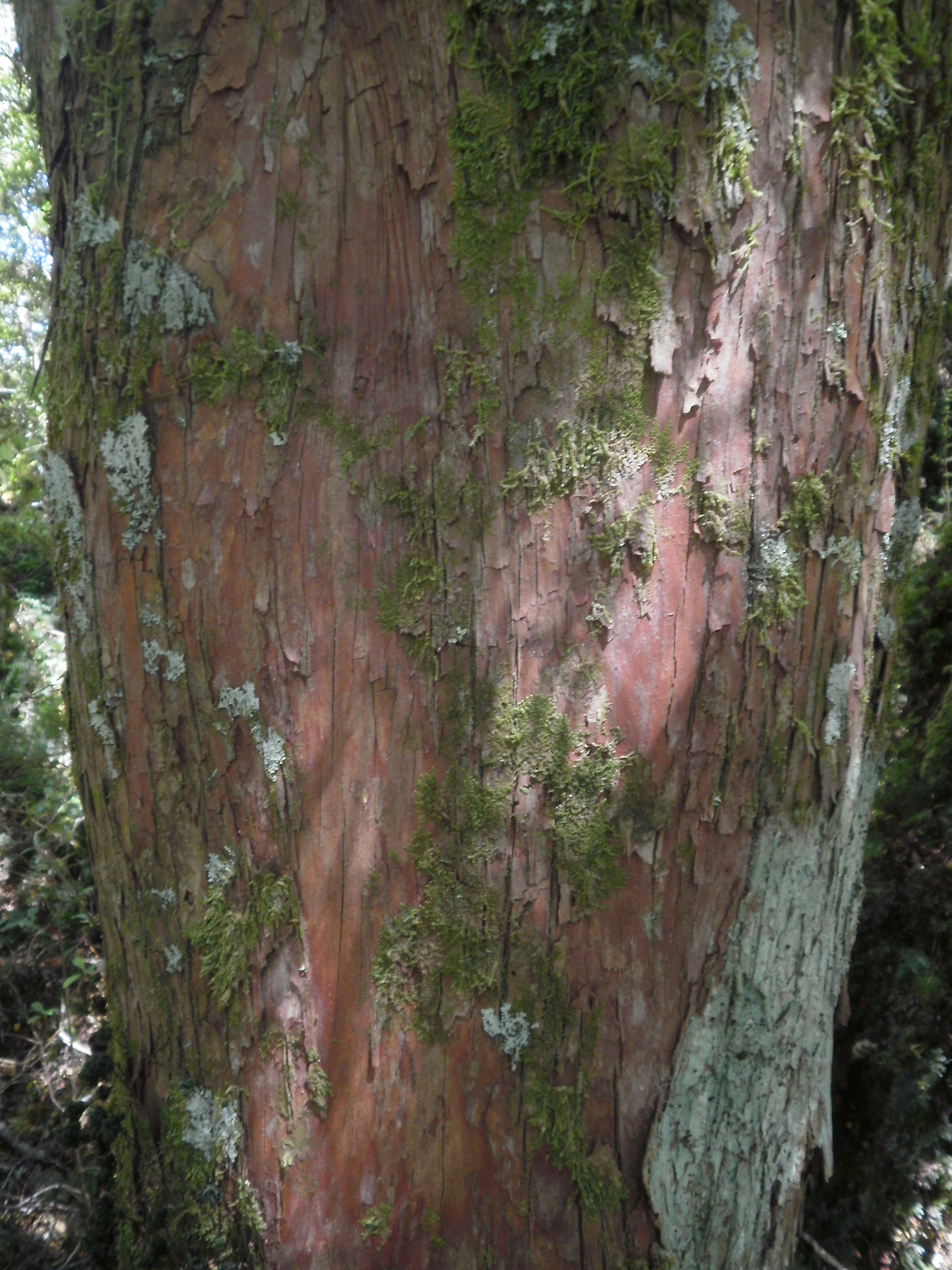
Schors

## Beschrijving
De soort is een hoge langzaam groeiende boom die een hoogte van 20 meter kan bereiken. De stam kan een diameter van 1,25 bereiken en heeft een dunne schilferige schors. De bladeren kunnen 2 tot 3 centimeter lang en 3 tot 4 centimeter breed worden. De kegels groeien solitair of in groepen van 2 tot 5.

## Verspreiding
De soort is endemisch in Nieuw-Zeeland. Daar komt de boom zowel voor in laaglandbossen als in bergbossen.